# Chorthippus bucharicus
Chorthippus bucharicus är en insektsart som beskrevs av Bei-bienko 1948. Chorthippus bucharicus ingår i släktet Chorthippus och familjen gräshoppor. Inga underarter finns listade i Catalogue of Life.